# Crosby (Minnesota)
Pour les articles homonymes, voir Crosby.
Crosby est une ville américaine située dans le Comté de Crow Wing, dans le Minnesota. Selon le recensement de 2010, sa population est de 2 295 habitants.